# سلسله (فیلم ۱۹۸۱)
سلسله (به هندی: Silsila) یا روابط عاشقانه فیلمی محصول سال ۱۹۸۱ و به کارگردانی یاش چوپرا است. در این فیلم بازیگرانی همچون شاشی کاپور، آمیتاب باچان، جایا باچان، ریکا، سانجیو کومار، کولبوشان کارباندا ایفای نقش کرده‌اند.